# Bernardo de Monteagudo
Bernardo José Monteagudo (Tucumã, 20 de agosto de 1789 — Lima, 28 de janeiro de 1825) foi um advogado, político, jornalista, militar e revolucionário argentino que participou dos processos independentistas no Rio da Prata, Chile e Peru.
Foi um dos primeiros promotores da independência hispano-americana e, com 19 anos, foi um dos líderes da Revolução de Chuquisaca de 25 de maio de 1809, da qual redigiu a proclamação.
Vinculado aos "jacobinos argentinos" da Revolução de Maio, especialmente ao portenho Juan José Castelli, integrou o grupo de revolucionários que aderiu ao setor mais radical do movimento independentista. Em 1811, foi autor do primeiro projeto de constituição do Cone Sul americano. No ano de 1812, reorganizou a Sociedade Patriótica do partido morenista e ingressou à Logia Lautaro, da qual fizeram parte também Bernardo O'Higgins e José de San Martín.
Atuou de maneira influente no Segundo Triunvirato, na Assembleia do ano XIII, da qual foi membro, e no governo do Diretor Supremo das Províncias Unidas do Rio da Prata, Carlos Maria de Alvear.
Acompanhou o general José de San Martín como auditor do Exército dos Andes e seria, de acordo com suas próprias afirmações - contudo, são rejeitadas por parte da historiografia chilena - o redator da Acta de Independência de Chile, que proclamou como líder Bernardo O’Higgins, em 1818. No Peru foi ministro da Guerra e da Marinha e, depois, foi também ministro do Governo e das Relações Exteriores de San Martín, durante o primeiro governo independente do país.
Depois do retiro de San Martín, colaborou com o libertador Simón Bolívar. Desenvolveu uma visão americanista da revolução hispano-americana, que levou a propor e desenhar a organização de uma grande nação com os territórios que tinham pertencido à coroa espanhola. Seu ideário confundiu-se com o sonho de Bolívar, o qual convocou o Congresso do Panamá para estabelecer uma confederação que incorporava todos os estados da América.
Fundou e dirigiu jornais independentistas em três países: a Gazeta de Buenos Aires, Mártir o Libre e El Grito del Sud, na Argentina; El Censor de la Revolução, no Chile; e El Pacificador, no Peru.
Monteagudo morreu assassinado em Lima, no Peru, com 35 anos. Sua figura tem sido e continua sendo objeto de controvérsia.